# Ancistrus lineolatus
Ancistrus lineolatus és una espècie de peix de la família dels loricàrids i de l'ordre dels siluriformes. Els mascles poden assolir els 9 cm de longitud total. Es troba a Sud-amèrica: Colòmbia.